# 貴姬
貴姬，是中國古代皇帝後宮妃嬪的位號之一，始於南朝宋明帝。

## 沿革
- 南朝宋：太宗首創貴姬一號，並改宮制，將貴姬與貴妃、貴嬪並列為三夫人，僅次於皇后。一說三夫人地位並非同等，貴姬在貴妃、貴嬪之下[1]。
- 南朝陳：世祖天嘉初年，沿用貴姬一號，將貴姬與貴妃、貴嬪並列為三夫人，僅次於皇后。
- 隋朝：《隋書 禮儀六》中，記載貴妃、貴嬪、貴姬並三夫人；但《隋書》后妃列傳中，不見有嬪御受封為貴姬、貴妃。